# Miss Univers 1999
Miss Univers 1999, 48e édition du concours de Miss Univers a eu lieu le 26 mai 1999, au Chaguaramas Convention Centre, à Chaguaramas, Trinité-et-Tobago. 
Mpule Kwelagobe, Miss Botswana, a remporté le prix. Un record de 85 participantes étaient présentes.

## Résultats
| Classement final  | Candidates |
| ----------------- | --- |
| Miss Univers 1999 | - Botswana - Mpule Kwelagobe |
| 1re dauphine      | - Philippines - Miriam Quiambao                                                                                                   |
| 2e dauphine       | - Espagne - Diana Nogueira |
| Top 5             | - Venezuela - Carolina Indriago - Afrique du Sud - Sonia Raciti                                                                   |
| Top 10            | - Inde - Gul Panag - Mexique - Silvia Salgado - Porto Rico - Brenda Liz Lopez - Jamaïque - Nicole Haughton - Ghana - Akuba Cudjoe |

### Points lors des demi-finales
| \| Pays \| Interview \| Maillot de bain \| Robe du soir \| Moyenne \| Top 5 \| \| -------------- \| ---------- \| --------------- \| ------------ \| ---------- \| --------- \| \| Afrique du Sud \| 9.249 (2) \| 9.325 (2) \| 9.133 (7) \| 9.236 (1) \| 9.238 (5) \| \| Venezuela \| 9.230 (3) \| 9.088 (6) \| 9.388 (3) \| 9.235 (2) \| 9.349 (4) \| \| Espagne \| 8.904 (7) \| 9.338 (1) \| 9.450 (1) \| 9.231 (3) \| 9.644 (1) \| \| Botswana \| 9.052 (5) \| 9.188 (4) \| 9.366 (4) \| 9.202 (4) \| 9.488 (2) \| \| Philippines \| 8.787 (9) \| 9.325 (2) \| 9.428 (2) \| 9.180 (5) \| 9.446 (3) \| \| Inde \| 9.275 (1) \| 8.774 (10) \| 9.160 (6) \| 9.070 (6) \| \| \| Mexique \| 8.616 (10) \| 9.143 (5) \| 9.238 (5) \| 8.999 (7) \| \| \| Porto Rico \| 9.087 (4) \| 8.800 (8) \| 9.086 (8) \| 8.991 (8) \| \| \| Jamaïque \| 9.000 (6) \| 8.875 (7) \| 8.754 (9) \| 8.876 (9) \| \| \| Ghana \| 8.850 (8) \| 8.788 (9) \| 8.683 (10) \| 8.774 (10) \| \| | Gagnante 1re dauphine 2e dauphine Top 5 Top 10 |                 |              |            |           |
| Pays | Interview                                      | Maillot de bain | Robe du soir | Moyenne    | Top 5     |
| Afrique du Sud | 9.249 (2)                                      | 9.325 (2)       | 9.133 (7)    | 9.236 (1)  | 9.238 (5) |
| Venezuela | 9.230 (3)                                      | 9.088 (6)       | 9.388 (3)    | 9.235 (2)  | 9.349 (4) |
| Espagne | 8.904 (7)                                      | 9.338 (1)       | 9.450 (1)    | 9.231 (3)  | 9.644 (1) |
| Botswana | 9.052 (5)                                      | 9.188 (4)       | 9.366 (4)    | 9.202 (4)  | 9.488 (2) |
| Philippines | 8.787 (9)                                      | 9.325 (2)       | 9.428 (2)    | 9.180 (5)  | 9.446 (3) |
| Inde | 9.275 (1)                                      | 8.774 (10)      | 9.160 (6)    | 9.070 (6)  |           |
| Mexique | 8.616 (10)                                     | 9.143 (5)       | 9.238 (5)    | 8.999 (7)  |           |
| Porto Rico | 9.087 (4)                                      | 8.800 (8)       | 9.086 (8)    | 8.991 (8)  |           |
| Jamaïque | 9.000 (6)                                      | 8.875 (7)       | 8.754 (9)    | 8.876 (9)  |           |
| Ghana | 8.850 (8)                                      | 8.788 (9)       | 8.683 (10)   | 8.774 (10) |           |

## Prix spéciaux
| Prix                               | Candidates                                                                                         |
| ---------------------------------- | -------------------------------------------------------------------------------------------------- |
| Meilleur costume national          | - Trinité-et-Tobago - Nicole Simone Dyer - Venezuela - Carolina Indriago - Liban - Clemence Achkar |
| Miss Congénialité                  | - Portugal - Marisa Ferreira                                                                       |
| Miss Photogénique                  | - Porto Rico - Brenda Liz Lopez                                                                    |
| Oscar De la Renta Best in Swimsuit | - Espagne - Diana Nogueira                                                                         |
| Clairol Herbal Essences Style      | - Philippines - Miriam Quiambao                                                                    |

## Ordre d'annonce des finalistes
| 1. Espagne 2. Mexique 3. Jamaïque 4. Porto Rico 5. Philippines 6. Ghana 7. Botswana 8. Afrique du Sud 9. Inde 10. Venezuela | 1. Afrique du Sud 2. Venezuela 3. Botswana 4. Espagne 5. Philippines 1. Espagne 2. Philippines 3. Botswana |

## Juges
- Kylie Bax –  Mannequin et actrice néo-zélandaise.
- Patrick Demarchelier – Photographe de mode français.
- Melania Knauss – Mannequin internationale.
- Charles Gargano – Ancien ambassadeur des États-Unis à Trinité-et-Tobago.
- Sirio Maccioni – Restaurateur de Le Cirque.
- Marcus Schenkenberg – Mannequin suédois.
- Bruce Smith – Ancien joueur de football des Bills de Buffalo.
- Diane Smith – Rédacteur en chef chez Sports Illustrated, chargée de l'édition annuelle Swimsuit.
- Stephanie Seymour – Mannequin et actrice américaine.
- Evander Holyfield – Boxeur professionnel.